# Зарубе
Зарубе је насељено место града Ваљева у Колубарском округу. Према попису из 2022. било је 112 становника. У месту Зарубе су се 1944. године сукобиле трупе Црвене армије и нацистичке Немачке. У борбама је погинуло 28 совјетских и 143 немачких војника.
Овде се налази Кућа народног хероја Радивоја Јовановића-Брадоње.

## Историја
Први помен села је забележен у турском попису (тефтеру) за хиџретску 934. годину, тј. 1527/1528. годину по садашњем рачунању времена.

Транскрибован на модерни турски, са османске арабице, унос са 234. странице тефтера TD 144 је гласио овако:
Jarub karye, Valyeva nahiye - Село Заруб, Нахија Ваљево
- Зарубе - панорама
- Зарубе - панорама
- Зарубе - панорама
- Зарубе - панорама
- Зарубе - панорама
- Зарубе - панорама

## Демографија
У насељу Зарубе живи 140 пунолетних становника, а просечна старост становништва износи 45,2 година (44,3 код мушкараца и 46,3 код жена). У насељу има 57 домаћинстава, а просечан број чланова по домаћинству је 3,00.
Ово насеље је великим делом насељено Србима (према попису из 2002. године), а у последња три пописа, примећен је пад у броју становника.
|  |

| Демографија | Демографија | Демографија |
| Година      | Становника  | Становника  |
| ----------- | ----------- | ----------- |
| 1948.       | 251         |             |
| 1953.       | 231         |             |
| 1961.       | 226         |             |
| 1971.       | 226         |             |
| 1981.       | 192         |             |
| 1991.       | 180         | 180         |
| 2002.       | 171         | 171         |

| Етнички састав према попису из 2002.‍ | Етнички састав према попису из 2002.‍ | Етнички састав према попису из 2002.‍ | Етнички састав према попису из 2002.‍ | Етнички састав према попису из 2002.‍ |
| ------------------------------------ | ------------------------------------ | ------------------------------------ | ------------------------------------ | ------------------------------------ |
|                                      |                                      |                                      |                                      |                                      |
| Срби                                 | Срби                                 |                                      | 170                                  | 99,41%                               |
| Југословени                          | Југословени                          |                                      | 1                                    | 0,58%                                |
| непознато                            | непознато                            |                                      | 0                                    | 0,0%                                 |

| Година пописа     | 1948. | 1953. | 1961. | 1971. | 1981. | 1991. | 2002. |
| ----------------- | ----- | ----- | ----- | ----- | ----- | ----- | ----- |
| Број домаћинстава | 44    | 47    | 53    | 55    | 56    | 52    | 57    |

| Број чланова      | 1  | 2  | 3 | 4 | 5 | 6 | 7 | 8 | 9 | 10 и више | Просек |
| ----------------- | -- | -- | - | - | - | - | - | - | - | --------- | ------ |
| Број домаћинстава | 15 | 14 | 7 | 8 | 6 | 4 | 3 | 0 | 0 | 0         | 3,00   |

| Пол    | Укупно | Неожењен/Неудата | Ожењен/Удата | Удовац/Удовица | Разведен/Разведена | Непознато |
| ------ | ------ | ---------------- | ------------ | -------------- | ------------------ | --------- |
| Мушки  | 77     | 20               | 50           | 5              | 2                  | 0         |
| Женски | 74     | 12               | 43           | 19             | 0                  | 0         |
| УКУПНО | 151    | 32               | 93           | 24             | 2                  | 0         |

| Пол    | Укупно                    | Пољопривреда, лов и шумарство | Рибарство                            | Вађење руде и камена | Прерађивачка индустрија       |
| ------ | ------------------------- | ----------------------------- | ------------------------------------ | -------------------- | ----------------------------- |
| Мушки  | 34                        | 20                            | 0                                    | 0                    | 4                             |
| Женски | 23                        | 13                            | 0                                    | 0                    | 2                             |
| УКУПНО | 57                        | 33                            | 0                                    | 0                    | 6                             |
| Пол    | Производња и снабдевање   | Грађевинарство                | Трговина                             | Хотели и ресторани   | Саобраћај, складиштење и везе |
| Мушки  | 1                         | 2                             | 0                                    | 0                    | 1                             |
| Женски | 0                         | 0                             | 2                                    | 2                    | 0                             |
| УКУПНО | 1                         | 2                             | 2                                    | 2                    | 1                             |
| Пол    | Финансијско посредовање   | Некретнине                    | Државна управа и одбрана             | Образовање           | Здравствени и социјални рад   |
| Мушки  | 0                         | 1                             | 1                                    | 1                    | 0                             |
| Женски | 1                         | 0                             | 0                                    | 0                    | 2                             |
| УКУПНО | 1                         | 1                             | 1                                    | 1                    | 2                             |
| Пол    | Остале услужне активности | Приватна домаћинства          | Екстериторијалне организације и тела | Непознато            | Непознато                     |
| Мушки  | 2                         | 0                             | 0                                    | 1                    | 1                             |
| Женски | 1                         | 0                             | 0                                    | 0                    | 0                             |
| УКУПНО | 3                         | 0                             | 0                                    | 1                    | 1                             |